# Розовый пеликан
Ро́зовый пелика́н (лат. Pelecanus onocrotalus) — крупная водоплавающая птица из рода пеликанов семейства пеликановых отряда пеликанообразных.

## Название
Видовое название onocrotalus происходит от лат. onocrotalus, «пеликан», которое в свою очередь происходит от др.-греч. ὀνοκρόταλος с тем же значением. Народные русские названия — баба-бабура, баба и баба-птица — применяются также в отношении кудрявого пеликана.

## Внешний вид
Крупная птица размером с лебедя с длинным клювом, несущим жёлтый кожистый горловой мешок, длинной S-образно изогнутой шеей, белым с розоватым оттенком оперением и короткими жёлтыми или розоватыми ногами. Половой диморфизм проявляется в более крупных размерах самцов.
Длина тела 140—175 см, самцов — до 185 см. Размах крыльев составляет 270—360 см (до 380 см). Масса самцов — 5,5—15 кг, самок — 5,1—10 кг. Длина крыла у самцов 66,5—77 см, у самок 58,6—78 см. Первостепенных маховых перьев 11, при этом первое маховое значительно короче больших верхних кроющих первостепенных маховых. Формула крыла: II = III > IV > I = V > VI. Клюв длинный, уплощённый, оканчивается загнутым вниз крючком. Длина клюва у самцов 35—47,1 см, у самок 28,9—46 см. Длина цевки у самцов 12—18,5 см, у самок 10—16,5 см. Хвост почти прямой, состоит из 24 рулевых перьев. Длина хвоста у самцов 15,5—23 см, у самок 13,8—20,5 см.
- Оперение редкое, плотно прилегающее к телу.
- Горловой мешок большой, сильно растягивающийся.
- Лоб, уздечка (узкая область между глазом и клювом), кольцо вокруг глаза, пространство за глазом и основание нижней челюсти не оперены. Оперение головы острым мысом вдается на голый лоб. На голове имеется хохол из удлиненных, заостренных перьев.

### Окраска
Птенцы вылупляются голыми. Кожа их сначала розовая, но через несколько часов темнеет, становясь чёрной с синим отливом. Пуховой птенец (в возрасте 3—14 дней) тёмно-коричневый со свинцово-серой радужиной и синевато-чёрными клювом, горловым мешком и ногами. После 28 дней оперение становится более светлым.

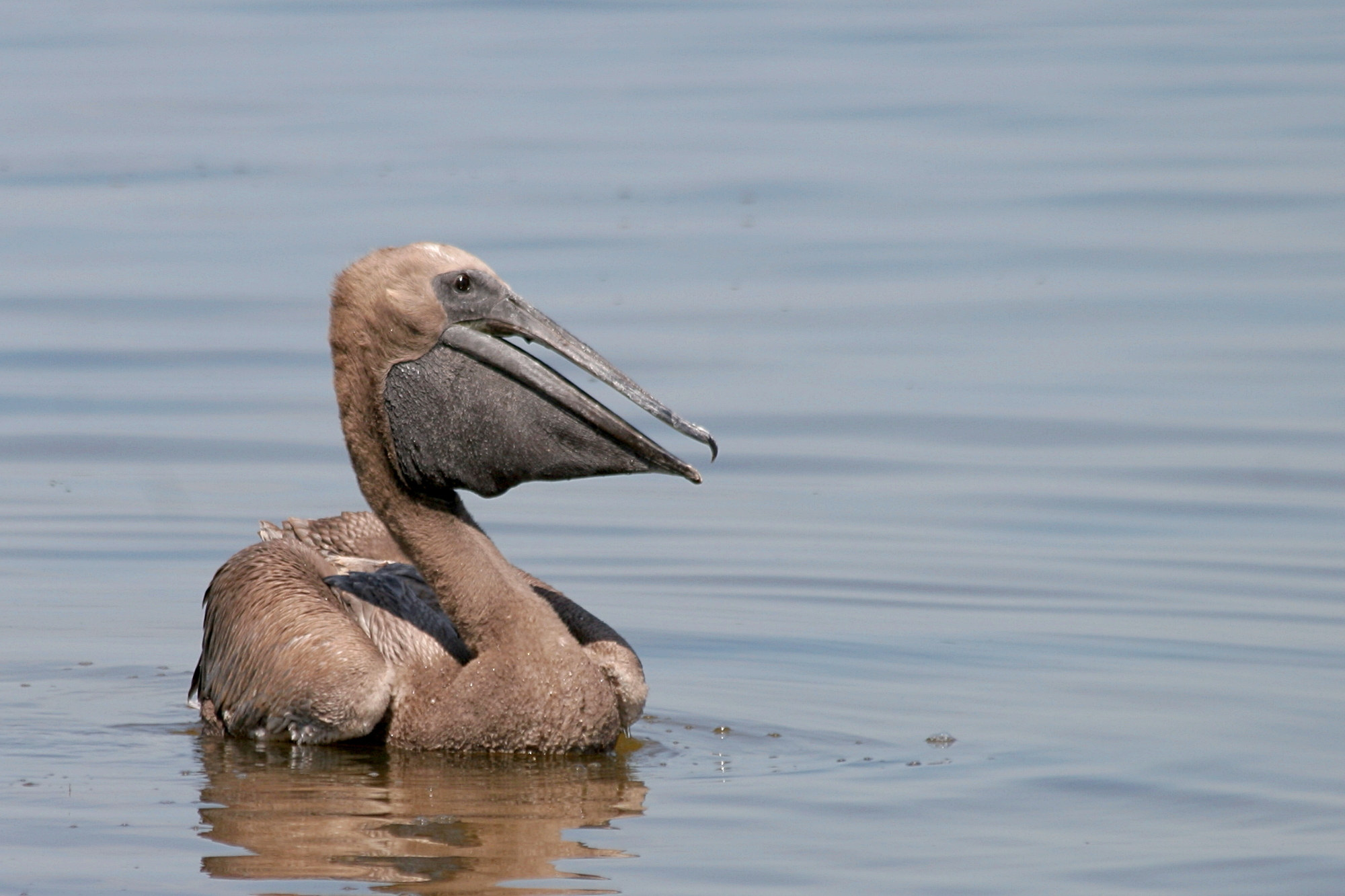
Птенец в гнездовом наряде

В гнездовом наряде голова, шея и верх тела серовато-бурые, на лбу, темени и крестце более светлые. Спина светло-голубая. Плечевые, средние и большие кроющие перья крыла серо-бурые с более светлыми вершинами, а малые кроющие крыла светло-бурые с охристым оттенком. Маховые чёрно-бурые с более светлыми окаймлениями на первостепенных маховых и с серебристым налетом на второстепенных. Рулевые перья светло-серые. Брюшная сторона тела грязно-белая. Клюв рогового цвета с бурым коньком, горловой мешок серовато-жёлтый. Радужина бурая. Участки кожи вокруг глаз розоватые. Ноги буровато-розового или телесного оттенка.
Взрослая самцы и самки окрашены одинаково: белые с розоватым оттенком, более выраженным на брюшной стороне тела, и охристо-жёлтым пятном на груди. У старых птиц розовая окраска более интенсивная. Первостепенные маховые крыла и их кроющие чёрно-бурые, при этом стержни первостепенных маховых белые. Второстепенные маховые с серебристо-серыми наружными опахалами. Внутренние второстепенные маховые светлее наружных. Клюв с ярко-красным коготком, серовато-голубыми коньком, основаниями подклювья и надклювья и розовыми иил красными краями. Горловой мешок жёлтый с просвечивающими красными кровеносными сосудами. Радужина буро-красная. Голые участки вокруг глаз розовые. Ноги жёлтые или розоватые, на сгибах оранжевые.
В брачном наряде неоперённые участки кожи на голове приобретают более яркую окраску: у самцов они становятся розово-жёлтыми, а у самок — интенсивно оранжевыми. У обоих полов на передней части лба образуется вздутие. Горловой мешок жёлто-охристый. В ходе предбрачной линьки на затылке развиваются длинные перья. Ноги желтовато-красные. Цвет клюва также становится ярче.

## Линька
Линька плохо изучена. Послебрачная линька полная. Маховые линяют сериями с тремя активными центрами на крыле. Первостепенные маховые и рулевые перья меняются в направлении от внутренних к наружным. Контурное оперение и крыло линяют в период размножения. Молодые птицы надевают взрослый наряд на 3-м году жизни; возможно смена пера у них происходит постепенно в течение первых лет жизни.

## Голос
Вне гнездовых колоний молчалив. В колониях может мычать с закрытым клювом во время покачиваний головой (англ. ha-oogh), гнусаво кряхтеть (huuh-huuh), рычать при проявлении агрессии (oorh-oorh), в том числе грохочуще (редко). В полёте глубоко каркают. Молодые птенцы визжат, более старшие имеют громкий плачущий крик eee-yee-eh. От крупных колоний доносится постоянный низкий рёв, несколько уменьшающийся по ночам. Голос неотличим от голоса кудрявого пеликана.

## Распространение
Ареал: Юго-восточная Европа, Африка, Передняя, Средняя и юго-западная Азия.
Гнездится розовый пеликан от юго-восточной Европы (дельта Дуная) до западной Монголии. Зимует в северо-восточной Африке, частично на юге Азии — от Персидского залива до северной Индии. В Европе в начале XX века гнездился в Венгрии и Чехии. В Молдове — в Днестровских плавнях. На Украине — в Днепровском лимане, в Каркинитском заливе, в Тендровском заливе. В России — по островам в юго-восточной части Азовского моря между Ейском и Кривой косой, в дельте Волги. В Азии — на северо-восточном побережье Каспия, к югу до Мёртвого Култука; на
Аральском море и от дельты Сырдарьи до Амударьи; по Сырдарье и на прилежащих озёрах; в низовьях Чу, на Балхаше, в области устьев Или, Каратала, Аксу; в Зайсанской котловине; в Джунгарии. В Иране на озере Урмия; в южной части Хорассана, у Персидского залива, в Сеистане, в Месопотамии, Сирии на озере Антиохия, на северо-западе Индии до Синда. Есть местные, не перелётные популяции в северо-восточной Африке от Сенегала до озера Ньяса, на северо-западе Индии и на юге Вьетнама. На Кавказе и в Китае не гнездится. В Крыму с 1999 года отмечаются попытки гнездования розового пеликана на «Лебяжьих островах».

## Численность
По данным Международного союза охраны природы численность розового пеликана во всём мире оценивается в 260—300 тыс. особей. Из них от 6 660 до 11 550 пар гнездятся в Палеарктике, и из этого числа 46—55 % — в пределах бывшего СССР. В Европе крупнейшее место гнездования — дельта Дуная (Румыния), 3—3,5 тыс. пар. Общая численность розовых пеликанов в XX веке сократилась, но в целом этот вид не относится к исчезающим.

## Образ жизни и питание

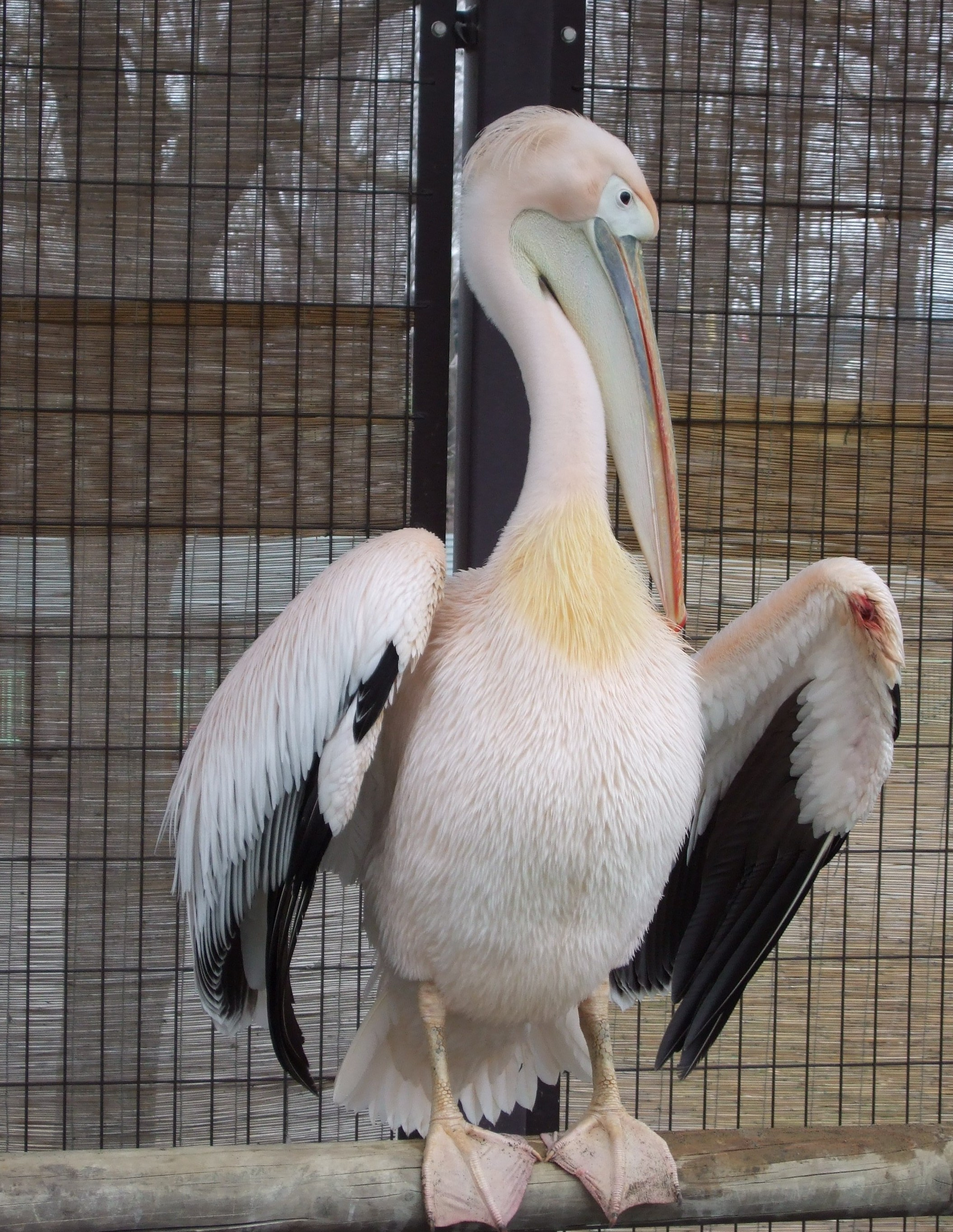

Питается розовый пеликан, как и все пеликаны, преимущественно рыбой. В Европе он предпочитает карпов, в Африке — цихлид. Крупная рыба составляет до 90 % его корма; остальные 10 % — мелкая рыба, а в Африке и яйца и птенцы капского баклана (Phalacrocorax capensis). Дневная потребность в еде — 900—1200 г (или 2—4 крупные рыбы).
Нырять пеликаны не могут и, добывая рыбу, погружают под воду шею или переднюю часть туловища. Чаще всего пеликаны ловят рыбу сообща (что редкость среди птиц): подгоняют её к берегу, сильно хлопая крыльями по воде и производя большой шум. Раньше были известны совместные охоты пеликанов с бакланами. Ловля рыбы занимает лишь небольшую часть дня пеликана — обычно с 8-9 часов утра.

## Гнездовья. Размножение

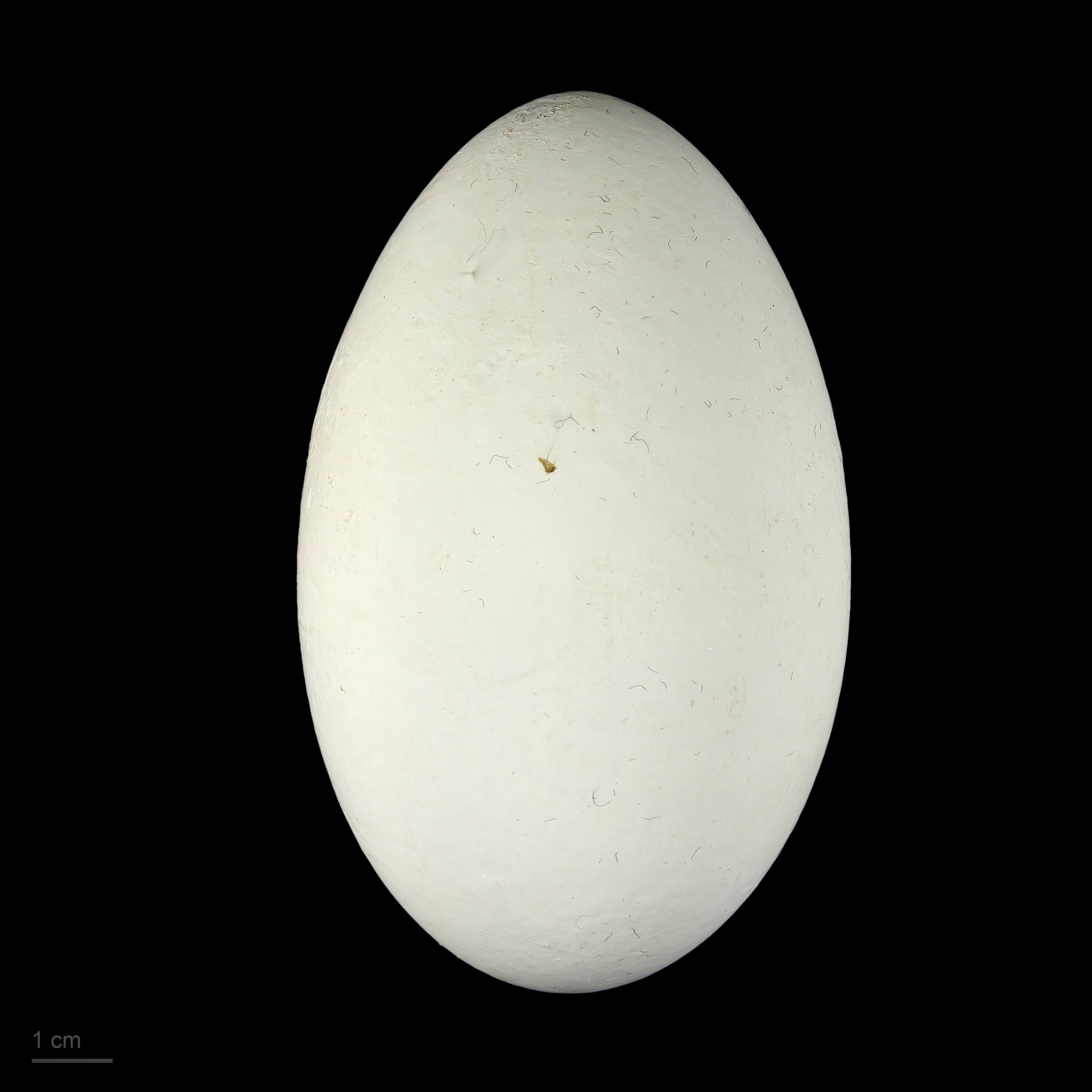
Яйцо розового пеликана из Тулузского музея

Гнездование в умеренной зоне происходит по весне; в Африке — круглогодично. Гнездится розовый пеликан по мелководным внутренним водоемам с густыми тростниковыми зарослями на берегу, по озёрам и рекам, особенно в дельтах последних, реже на песчаных и каменистых, слабо заросших островах. Иногда поселяется на солёных водоёмах без надводной растительности. Образует очень плотные, иногда совместные с кудрявым пеликаном, колонии до многих сотен пар. Местонахождение колоний более или менее постоянно. Первые 2—3 года жизни пеликаны не приступают к гнездованию и проводят это время, вероятно, вблизи от мест зимовок.
Самка строит гнездо очень быстро — за 2—3 дня. Самец помогает самке: собирает траву, набивая ею горловой мешок, и приносит этот материал самке. При случае пеликаны воруют строительный материал у соседей, особенно часто у своего сородича — кудрявого пеликана. Самка сидит на гнезде, когда ещё не началась откладка яиц, причём упорно, сходя только утром и вечером, чтобы покормиться. Обычно она откладывает всего 2 яйца. Насиживает почти исключительно самка, самец ей изредка помогает. Насиживание длится 29—36 дней. Первое время родители кормят птенцов их полупереваренной отрыгнутой пищей; позднее приносят в клюве мелких рыбок, и птенцы достают их, засовывая свой клюв глубоко в клюв родителя. Оперяются птенцы на 65—75 день.

## Розовый пеликан в России
В России розовые пеликаны появляются весной, в марте-апреле. Ареал этого вида с конца XIX — начала XX веков существенно сократился: раньше розовый пеликан был обычен на гнездовании в Восточном Приазовье, в большом количестве гнездился в долине Маныча и Кумы, в дельтах Терека и Волги. В настоящее время он гнездится только в долине Маныча, на озере Маныч-Гудило, нерегулярно и в небольшом количестве — на Чограйском водохранилище. В дельте Терека последний случай гнездования был отмечен в 1961 г. В дельте Волги в последние годы лишь в 1980 г. было отмечено гнездование двух пар. Современная численность вида в России колеблется от 54 до 125 гнездящихся пар и достигает после размножения 230—400 особей. Основным фактором, приведшим к резкому снижению численности вида, стало сокращение площади их местообитаний в результате гидромелиоративной деятельности и применения пестицидов.
Осенью 2010 года стая розовых пеликанов, сбившись с курса из-за аномально тёплой осени, прилетела в село Суслово республики Башкортостан.
Розовый пеликан занесён в Красную Книгу России, как вид, находящийся под угрозой исчезновения.

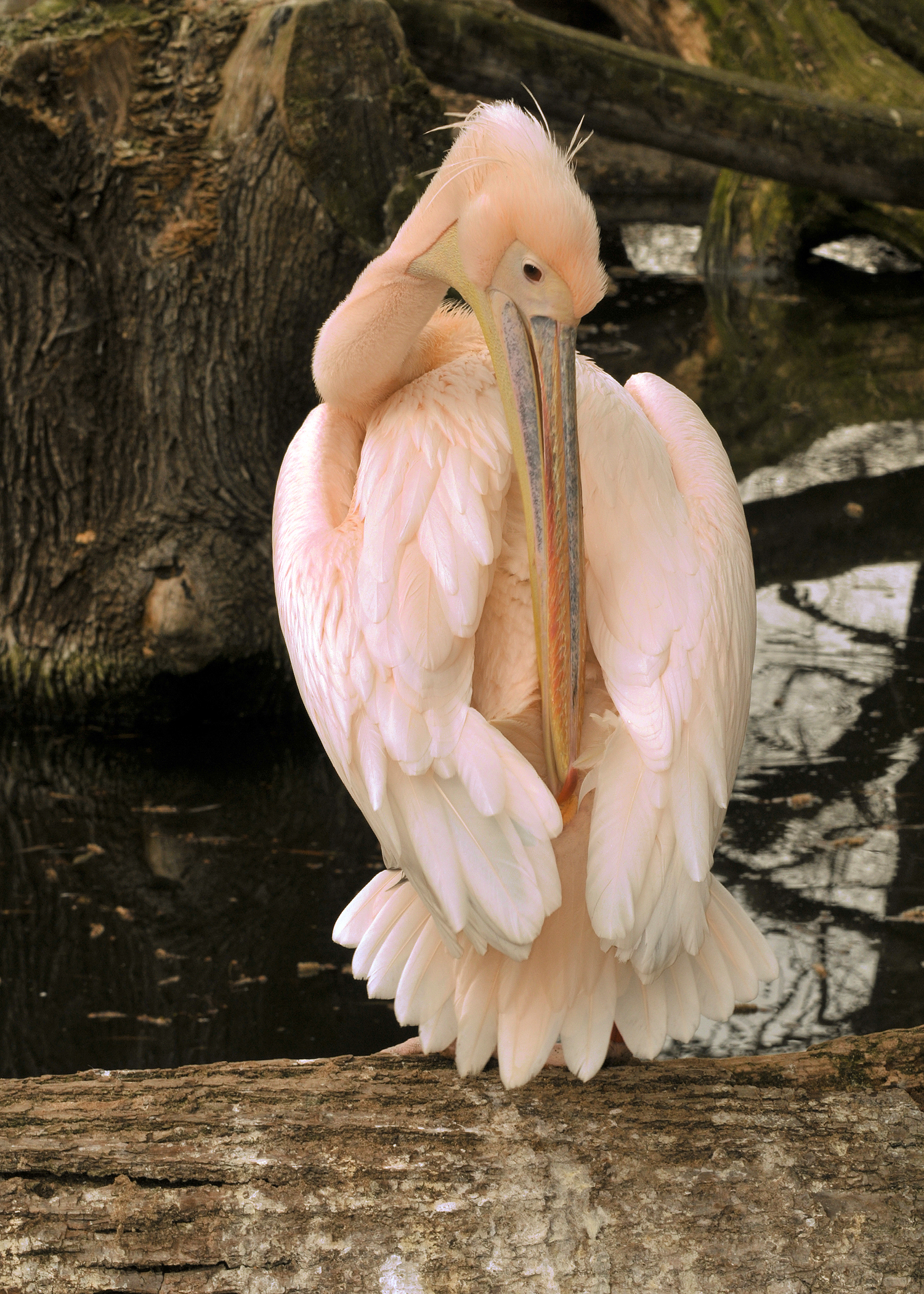
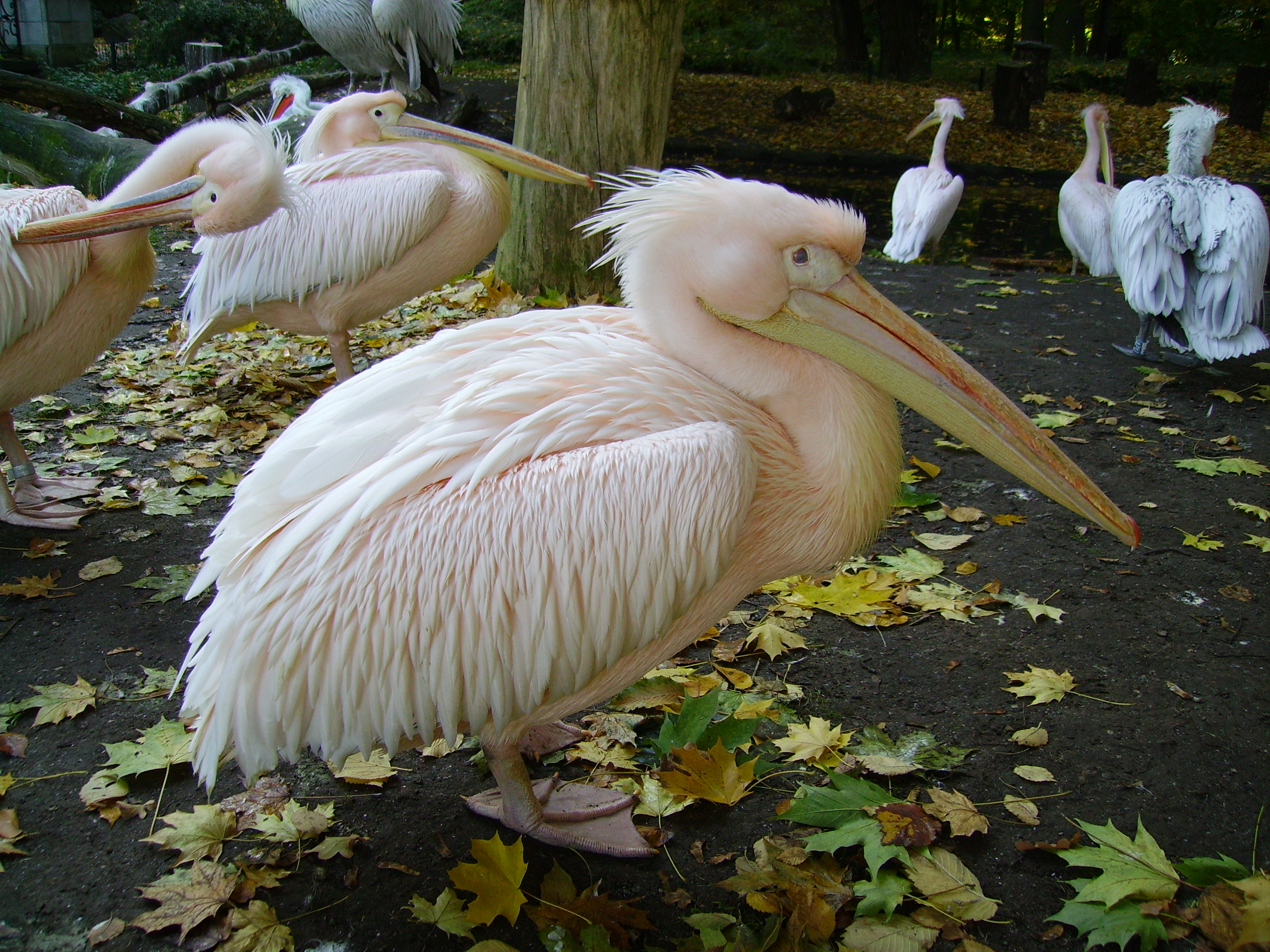
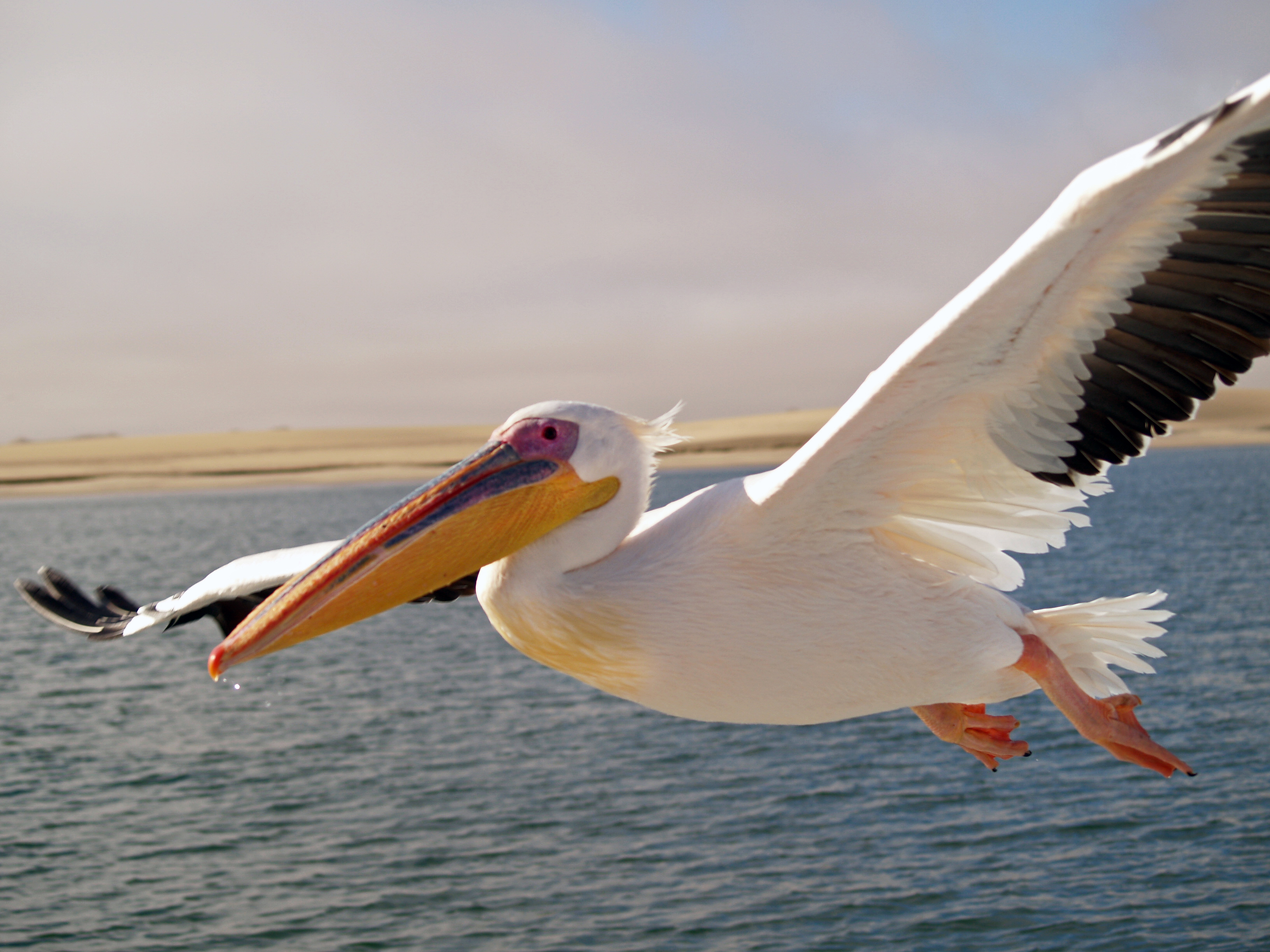
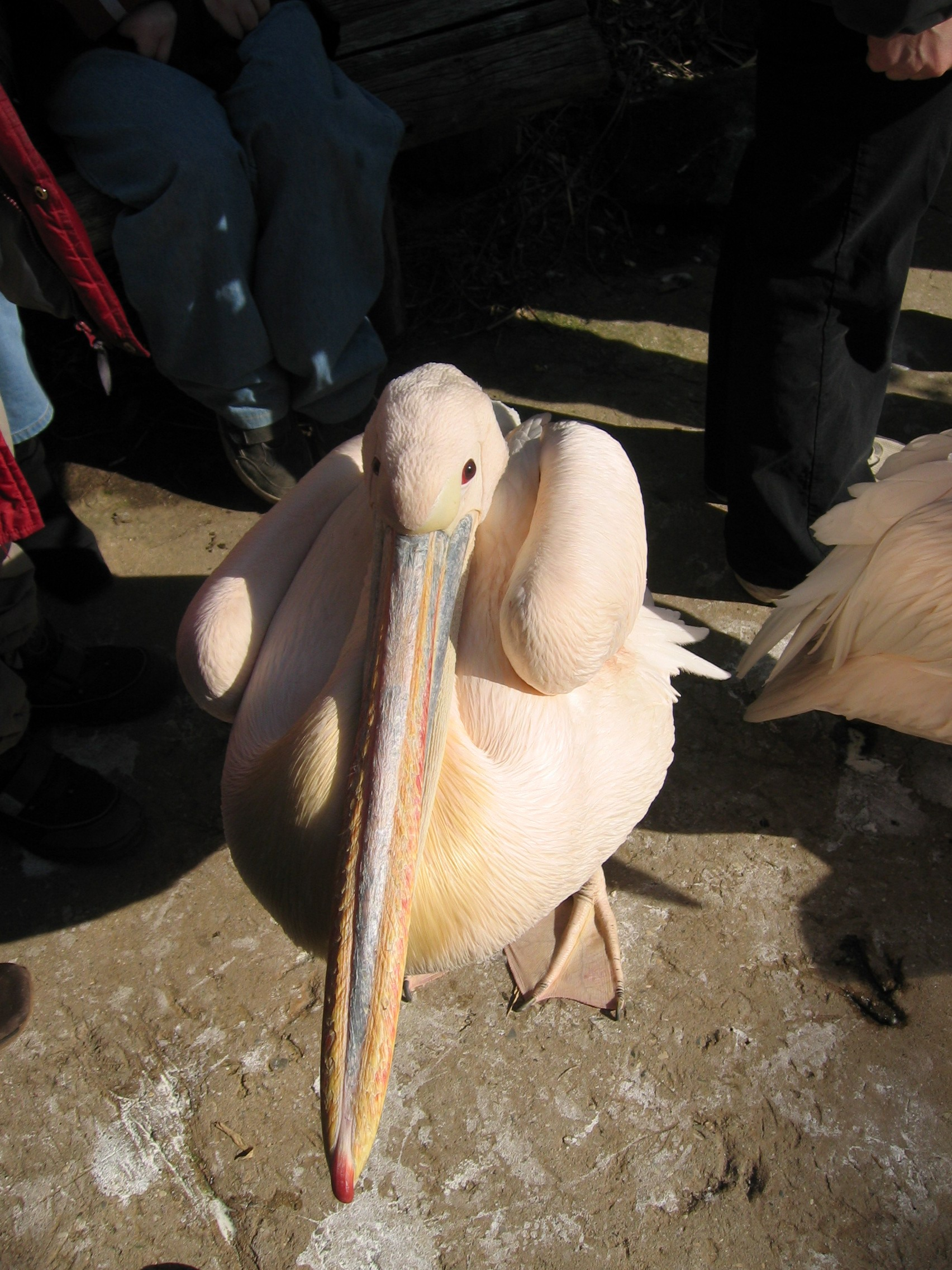
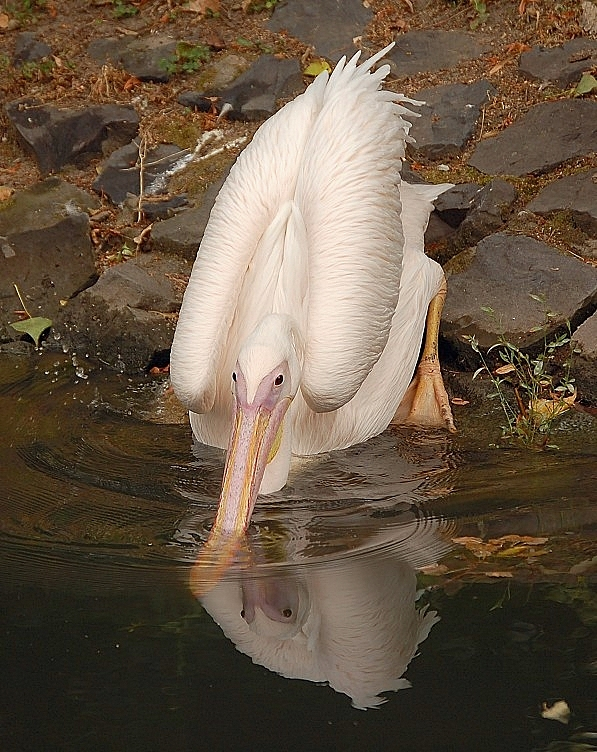